# 西南官话
西南官話，又称上江話，分佈於四川、重慶、貴州、雲南、湖北、廣西、西藏等地以及鄰近的湖南省西北部、陝西省南部、緬甸果敢和佤邦的主要语言，在老撾、泰國、越南等地也有部分華人使用。西南官話在緬甸果敢等地區具有官方地位，是具官方地位的跨國中文方言之一。西南官話的主要特徵是古入聲不分化，整體保留或整體混入它調（陽平、陰平或去聲）  。《中國語言地圖集》中將西南官話分為十二片，其通常也可按照地域分為四川話、雲南話、桂柳話、江漢方言（如武漢話）等。
西南官話的形成與元朝之後進入中國西南地區的移民具有很大關聯，成渝小片四川話與湖廣片武漢話音系產生分化的年代都至少可以上溯至明朝，因而西南官話的形成年代應當更早。同时有学者认为其可能与另一种南方官话：江淮官话同源。西南官話在詞彙、音韻等方面與北方官話相比都具有較明顯差異，因而在民國時期，上江話一直被認為是與粵語、吳語等並列漢語族大語言區，而非官話的分支，其直到1955年才首次被劃入官話，至今它應獨立還是划入官話中仍有爭議。西南官話的使用者超過2億，如果將其划出官話，其使用者將在全球所有語言中排第6位，僅次於北方官話、西班牙語、英語、印度斯坦語、阿拉伯語及孟加拉語。

## 分布與分區
西南官話是使用人口最多、分布區域面積最廣的漢語分支之一。據統計使用西南官話的人口超過2億，約佔中國全國人口的五分之一，整個官話區人口的三分之一，相當於湘語、贛語、粵語、閩語人口的總和。西南官話中最大的分支川黔片的使用人口超過1億。
此外，由於與漢族雜居，加上與漢族交流日漸頻繁的關係，亦有部分在中國西南部生活的少数民族日常通用西南官话。其中四川省凉山彝族自治州的彝族在和汉族的交流中形成了彝族语言发音、词汇和语法影响的西南官话口音，被称为“团结话”。
西南官話在中國境內主要分布於西南部的四川省、重慶市、雲南省、貴州省的漢語地區，以及臨近的湖北省大部、湖南省西北部、廣西壯族自治區北部、陝西省南部、甘肅省南部，另在江西省贛州市老市區、湖南省郴州市市区擁有方言島。鄰近雲南的緬甸東北部自治特區（果敢、佤邦、勐拉）以及泰國北部清萊府及清邁府等地也使用西南官話。越南北部部分地区也使用西南官話。越南老街省的少数民族過去在语言不相通的情况下經常使用西南官話溝通。以上東南亞的地區地理位置大多與雲南接近，直至現代也有戰爭原因導致西南官話擴散至東南亞，其中泰國清萊府的美斯樂是中華民國泰緬孤軍最後駐紮地，其中又以雲南軍人為主。

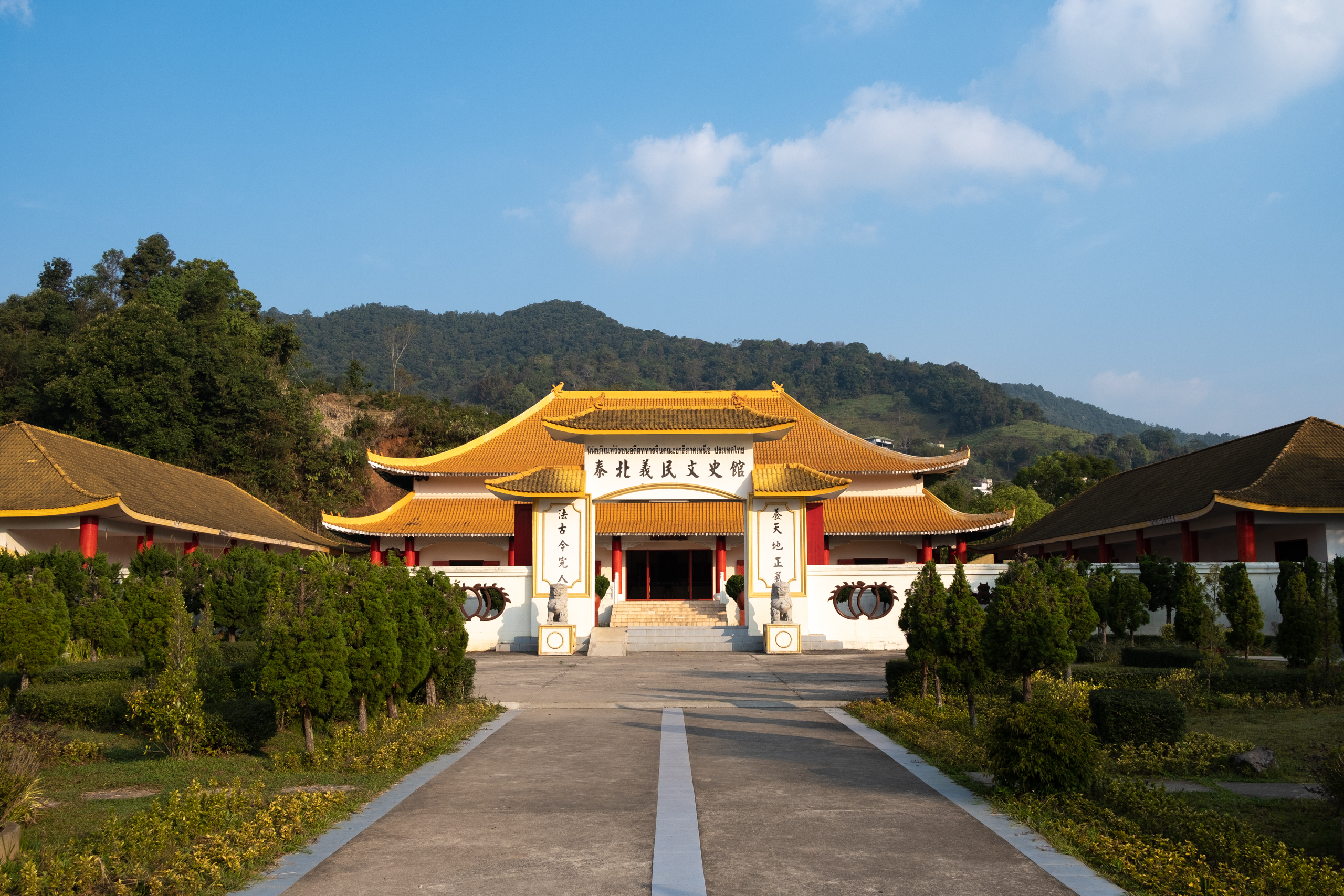
位於泰國清萊府美斯樂的中華民國泰緬孤軍紀念館

《中國語言地圖集》中將西南官話分為成渝、灌赤、黔北、昆貴、滇西、鄂北、武天、岑江、黔南、湘南、桂柳、常鶴等十二片。其中音韻現象複雜的灌赤片又分為岷江、仁富、雅棉、麗川四小片；滇西片又分為姚理、保潞兩個小片。
2012年出版的新版《中國語言地圖集》主要採用了李藍的研究成果，將西南官話方言分為西蜀片、川黔片、湖廣片、川西片、雲南片、桂柳片6片。其中，川黔片分為黔中小片、陜南小片、成渝小片3小片；西蜀片分為岷赤小片、雅甘小片、江貢小片3小片；川西片分為康藏小片、涼山小片2小片。雲南片分為滇中小片、滇西小片、滇南小片3小片；桂柳片分為湘南小片、黔南小片、桂北小片3小片；湖廣片分為鄂北小片、鄂中小片、鄂西小片，湘西小片、湘北小片、懷玉小片、黔東小片、黎靖小片8小片。也就是新版西南官話分為6片22小片，大片數減少，小片增加。

## 音韻

### 聲調
西南官話古入聲未發生分化，整體保留或整體混入它調（主要混入陽平）。例如川黔片方言，入聲整體混入陽平；岷赤小片中整體保留了入聲，部分地區甚至還保留塞音韻尾；江貢小片入聲整體派入去聲；雅甘小片入聲整體派入陰平。
在湖廣片中，不乏去聲分陰陽的次方言，同時也有少部分入聲分陰陽者。例如湖南北部的津市市，其方言中：古全濁入歸去聲（調值33），其餘歸陰入（調值24），但陰去卻歸入陽平（調值213），故此去聲實際上是陽去調（調值33）。
西南官話聲調調值大致可分為8個類型，各類型之間差異顯著。其中分布最廣的一種類型（陰平是最高調，陽平是最低調，上聲是次高降調，去聲是低降升調），即四川話的聲調類型，主要流行於四川盆地一帶以及毗鄰的貴州北部。這種聲調類型內部一致性很高，是西南官話最具代表性的聲調類型。
| 類型   | 類型     | 分類           | 陰平 | 陽平 | 上聲 | 去聲       | 入聲            | 主要分布區域                               |
| ------ | -------- | -------------- | ---- | ---- | ---- | ---------- | --------------- | ------------------------------------------ |
| 四川型 | 成都亞型 | 川黔片成渝小片 | 45   | 31   | 53   | 213        | 陽平            | 四川盆地大部、貴州北部                     |
| 四川型 | 瀘州亞型 | 西蜀片岷赤小片 | 55   | 21   | 42   | 13         | 33              | 四川盆地西南部                             |
| 四川型 | 瀘定亞型 | 西康片康藏小片 | 23   | 31   | 51   | 212        | 14              | 川西西部雅安一帶                           |
| 四川型 | 石棉亞型 | 西蜀片雅甘小片 | 55   | 31   | 51   | 323        | 陰平            | 川西西部雅安一帶                           |
| 四川型 | 自貢亞型 | 西蜀片江貢小片 | 35   | 21   | 42   | 214        | 去聲            | 川中沱江下游一帶                           |
| 貴陽型 | 貴陽型   | 川黔片黔中小片 | 45   | 21   | 43   | 24         | 陽平            | 貴州中部和西部                             |
| 漢中型 | 漢中型   | 川黔片陝南小片 | 55   | 21   | 24   | 212        | 陽平和陰平/陽平 | 陝西南部                                   |
| 昆明型 | 昆明型   | 雲南片滇中小片 | 44   | 31   | 53   | 212        | 陽平            | 雲南中部                                   |
| 蒙自型 | 蒙自型   | 雲南片滇南小片 | 55   | 42   | 33   | 12         | 陽平            | 雲南南部                                   |
| 保山型 | 保山型   | 雲南片滇西小片 | 32   | 44   | 53   | 25         | 陽平            | 雲南西部                                   |
| 湖廣型 | 武漢亞型 | 湖廣片鄂中小片 | 55   | 213  | 42   | 35         | 陽平            | 湖北中部                                   |
| 湖廣型 | 石首亚型 | 湖廣片鄂中小片 | 45   | 13   | 41   | 陰214/陽33 | 陰25/陽入歸陽去 | 湖北南部                                   |
| 湖廣型 | 漢壽亞型 | 湖廣片湘北小片 | 55   | 213  | 42   | 陰35/阳33  | 55              | 湖南西北部                                 |
| 湖廣型 | 澧州亚型 | 湖廣片湘北小片 | 55   | 13   | 21   | 陰213/陽33 | 陰35/陽入歸陽去 | 湖南西北部                                 |
| 湖廣型 | 桃源亞型 | 湖廣片湘北小片 | 44   | 23   | 21   | 陰213/陽33 | 55              | 湖南西北部                                 |
| 襄陽型 | 襄陽型   | 湖廣片鄂北小片 | 34   | 52   | 55   | 212        | 陽平            | 湖北北部                                   |
| 桂林型 | 桂林型   | 桂柳片桂北小片 | 33   | 21   | 55   | 35         | 陽平            | 廣西北部、貴州南部，以及湖南南部的部分城鎮 |
| 都勻型 | 都勻型   | 桂柳片黔南小片 | 44   | 53   | 35   | 12         | 42              | 貴州南部                                   |

#### 考量入聲
西南官話中凡普通話讀陰、上、去而入派阳平地区的西南官話讀陽平的字都是古代入聲字（例外字玉）。凡不送氣的陽平字是古代入聲字。多数鼻音韻尾（陽聲韻）字都不是古代入聲字。凡ər音節的字不是古代入聲字。凡uai、uei韻母的字不是古入聲字（例外字蟀）。除靴瘸以外的yɛ韻母字是古代入聲字。凡普通話有元音韻尾而西南官話沒有的字是古代入聲字。除了西蜀片的樂山話的瘸和德江話的祛白讀韻母為io，凡方言中的io韻母字都是古代入聲字。

### 聲母
西南官話的聲母系統的內部差異較大。西南官話主流濁音清化，但部分地區仍然保留濁音，如四川遂寧攔江話。西南官話部分地區無尖團對立，但部分地區卻仍然保留尖團對立，如桂柳片部分、川黔片部分、滇西小片部分等。西南官話部分地區不分平舌音翹舌音，但也有部分地區完全區分平翹舌音，如江貢小片、鄂中小片部分、川黔片部分、雲南片部分地區；西南官話部分地區不分fu和hu（甚至hu与f全混或h、f全混），但也有部分地區能夠全部區分；如成渝小片下巴中、通江、南江等四縣市，岷赤小片下的夾江、洪雅等幾縣市，黔南小片及雲南片，鄂中小片大部。西南官話很多地區不分n、l兩母，但桂柳片、雲南片大部，湖廣片部分地區可以完全區分，西蜀片大部及川黔片、川西片部分地區可在細音前區分（如年≠連，女≠旅。但郎=嚢，腦=老）。西南官話的聲母系統和贛語、新湘語、客家話、粵語有一定相似之处（比如保留了大部分ng聲母），是一種帶有過渡性質的南方官話。

## 外部鏈接
- 北大中文論壇漢語方言版